# Peripeteia
La peripeteia (en griego antiguo: περιπέτεια) o peripecia es el acontecimiento de una trama que supone un punto de inflexión, un giro en la suerte de los personajes. Este término especialmente se aplica a las obras dramáticas. Dicha historia se presenta como una adversa y repentina que sucede accidentalmente y sin previo aviso, lo cual provoca un cambio en la situación actual que se vive en lo relatado.
En las tragedias supone el punto en el que la trama toma el cariz propiamente trágico, es decir, el punto de inflexión en el que la suerte del héroe protagonista se trunca y comienzan las desgracias que le llevarán inevitablemente a un final desdichado.

## Según Aristóteles
En su Poética, define la peripecia como «un cambio por el cual la acción gira hacia su opuesto, sujeto siempre a nuestra regla de probabilidad o necesidad». Según Aristóteles, la peripecia, junto con el descubrimiento, es la más efectiva cuando se trata de drama, particularmente tragedia: «la mejor forma de Descubrimiento es aquella que asiste a Peripeteia, como la que conduce al Descubrimiento a Edipo (...)».
La peripeteia incluye cambios en el personaje, además de cambios externos. Por ejemplo, si un personaje pobre y oscuro se ha vuelto rico y famoso, ha sufrido una peripeteia, incluso si su personaje sigue siendo el mismo.
La peripeteia o peripecia se distingue de la anagnorisis o agnición, cuando un personaje descubre una información que previamente ignoraba. Esta distinción proviene de la Poética de Aristóteles, que consideró que la anagnorisis, que lleva a la peripeteia, un aspecto superior de la tragedia. Dos de estas obras son Edipo Rey, donde la información proporcionada por el oráculo de Delfos (que Edipo mató a su padre y se casó con su madre) provocó la muerte de su madre, Yocasta y su propia ceguera y exilio, e Ifigenia entre los tauros, donde Ifigenia se da cuenta de que los extraños que ella debe sacrificar son su hermano y su amigo, lo que resultó en que los tres escaparan de Tauris. Consideró estas tramas complejas y superiores a las simples sin anagnórisis ni peripeteia, como cuando Medea decide matar a sus hijos sabiendo que lo son y aun así lo hace. Aristóteles identificó a Edipo Rey como la principal obra para ejemplificar la peripecia.